# María Elena Dávila
María Elena Dávila (sinh Caracas, Venezuela), là một nữ diễn viên và ca sĩ người Venezuela. Cô là con gái của nữ diễn viên Venezuela Chiquinquirá Delgado và nam diễn viên Guillermo Dávila.

## Đóng phim
| Năm  | Tựa đề            | Vai trò                   | Ghi chú       |
| ---- | ----------------- | ------------------------- | ------------- |
| 2011 | Sự kiện cuối cùng |                           | Phim ngắn     |
| 2011 | Ảo tưởng          | Cô gái                    | Phim ngắn     |
| 2012 | Vô hồn            | Mia                       | Phim ngắn     |
| 2015 | Thử vai           | Người phụ nữ / chính mình | Phim tài liệu |

| Năm  | Tựa đề                     | Vai trò          | Ghi chú          |
| ---- | -------------------------- | ---------------- | ---------------- |
| 2014 | En pira piel               | Jennifer Andrade | Vai trò lãnh đạo |
| 2015 | Voltea pa 'que te enamores | Matilda          | Vai trò chính    |

## Danh sách đĩa hát
Đĩa đơn
| Tựa đề                 | Năm  | Album                   |
| ---------------------- | ---- | ----------------------- |
| "Descubriendo el amor" | 2014 | En otra piel Soundtrack |